# Rugby-Krieger
Rugby-Krieger (Originaltitel: Mercenaire, übersetzt: „Söldner“) ist ein französisches Filmdrama aus dem Jahr 2016. Regie führte Sacha Wolff.

## Handlung
Der 19-jährige Soane wohnt mit seinem jüngeren Bruder Tomasi und seiner Großmutter Epifania bei seinem herrischen Vater Leone in Nouméa in Neukaledonien. Ursprünglich stammt die Familie aus Wallis und Futuna, wo sie ihre kulturellen Wurzeln hat. Das Rugbytalent Soane wird vom kriminellen, ebenfalls wallisischstämmigen Spielermakler Abraham an eine französische Rugbymannschaft vermittelt. Soane stimmt der Reise nach Frankreich gegen den Willen seines alkoholkranken Vaters zu; dieser bricht schließlich mit seinem Sohn und wirft ihn aus dem elterlichen Haus.
In Frankreich angekommen stellt sich heraus, dass für den neuen Spieler ein Mindestgewicht vereinbart war, das Soane um 20 kg verfehlt – der Vertrag mit dem Rugbyverein kommt nicht zustande. Am Telefon gibt Abraham Soane die Schuld, macht finanzielle Aufwände für den gescheiterten Transfer geltend und weist Soane unter Drohungen an, ihm das Geld zu besorgen. Ohne Geld und ohne Möglichkeit, nach Hause zurückzukehren, ist Soane der Verzweiflung nahe. Er vertraut sich seiner einzigen Kontaktperson Sosefo an, einem Verwandten eines Bekannten aus der Heimat. Dieser vermittelt Soane an einen unterklassigen Rugbyclub in Fumel, in dem er schnell zu einem Leistungsträger wird, der aber von seinen Mitmenschen wenig geachtet und lediglich als bezahlter Fremdling, als „Söldner“, gesehen wird. Er verliebt sich in Coralie, die zuvor Affären mit mehreren anderen Spielern des Clubs hatte. Als sie schwanger wird, eröffnet sie ihm, dass das Kind vermutlich nicht von ihm ist, er hält aber weiter zu ihr.
Nachdem Abraham von Soanes sportlichen Erfolgen erfahren hat, reist er nach Fumel, um das ihm seiner Meinung nach zustehende Geld mit Gewalt einzutreiben. Coralie wird Zeugin, wie Soane brutal zusammengeschlagen wird, und verlässt ihn aus Angst um sich und ihr Kind. Soanes Spielleistung leidet unter dieser Erfahrung, und bei einem wichtigen Spiel muss er wegen eines leichtsinnigen Fehlers ausgewechselt werden. Das Spiel droht in einer Niederlage zu enden. In der Kabine besinnt sich Soane auf die Traditionen und Werte seiner Ahnen, findet neuen Kampfeswillen und kann auch seine Mannschaftskameraden mitreißen, das Spiel noch zu einem Sieg zu wenden. Nach diesem Erweckungserlebnis beginnt Soane, sein Leben in die eigene Hand zu nehmen. Durch Erpressung treibt er das Geld für Abraham auf, übergibt es ihm und verprügelt ihn brutal, um zukünftig nicht mehr von ihm behelligt zu werden. Er versucht, Coralie wieder für sich zu gewinnen, doch diese gibt ihm keine Chance.
Soane reist zurück nach Nouméa, um seinen unter seinem Vater leidenden Bruder zu sich zu holen. Der Vater kann den Verlust seines zweiten Kindes nicht ertragen und begeht Suizid. Der Film endet mit seiner Beerdigung, auf der Soane demonstrativ seine Zugehörigkeit zur wallisischen Gemeinschaft Neukaledoniens zur Schau stellt.

## Entstehungsgeschichte
Rugby-Krieger ist Wolffs erster Langfilm; zuvor war er als Regisseur von Dokumentationen tätig. Um ein Gespür für die Sitten und Gebräuche der Walliser zu bekommen, reiste er sechs Monate durch Neukaledonien. Rugby-Krieger wurde mit Laiendarstellern gedreht. Hauptdarsteller Toki Pilioko ist tatsächlich Rugbyspieler, ebenso Laurent Pakihivatau und Mikaele Tuugahala, die beide in Frankreich spielen.
Wolff und sein Kameramann Samuel Lahu wählten eine besondere Perspektive für die Darstellung des Geschehens: Über weite Teile des Films verharrt die Kamera auf Augenhöhe ihrer Protagonisten und vereint so die Optik von mit Handkamera aufgenommenen Dokumentationen und die von klassischen Kinofilmen zu einem eigenen Stil.
Premiere hatte Rugby-Krieger am 18. Mai 2016 bei den Filmfestspielen von Cannes. In der Folge lief er unter anderem beim Filmfestival von Pula und beim Filmfest Hamburg. Am 21. November 2018 wurde der Film auf Arte ausgestrahlt.

## Kritik
Carsten Baumgardt bezeichnete Rugby-Krieger auf Filmstarts.de als „dicht inszeniertes Sozial-Drama“ mit „erstaunlich ausgereifter Bildsprache“, das an Filme von Jacques Audiard erinnere. Dem Hauptdarsteller Pilioko attestierte er eine „wuchtige Darstellung voller Blut und Tränen“. Auch der Hollywood Reporter zog Vergleiche zu Jacques Audiard, insbesondere zu dessen Werken Der wilde Schlag meines Herzens und Ein Prophet. Redakteur Jordan Mintzer notierte eine konventionelle Story über Aufstieg und Fall eines Protagonisten vor einer exotischen Kulisse und mit sporadischen Ausbrüchen von Gewalt. Er hob insbesondere die Leistung von Hauptdarsteller Pilioko hervor, der „viel sage, ohne zu sprechen“ und „seinen Moloch von einem Körper durchs Bild bewegt wie eine Dampfwalze, die vor ihrem eigenen Schatten Angst hat“. Peter Debruge analysierte für das Branchenmagazin Variety, dass der Film einen Spagat zwischen der Einfühlsamkeit eines ethnografischen Porträts einerseits und einer Mainstream-Zugänglichkeit andererseits erfolgreich meistere und somit für Filmfestivals wie auch für einen kommerziellen Erfolg prädestiniert sei. Er stellte heraus, dass Rugby-Krieger dem westlichen Zuschauer die seltene Möglichkeit böte, sein Land aus der Perspektive eines Außenseiters zu sehen.
2016 gewann Rugby-Krieger auf der Quinzaine des Réalisateurs den Hauptpreis als „Bester europäischer Film“.